# Exorcismo en la Iglesia católica

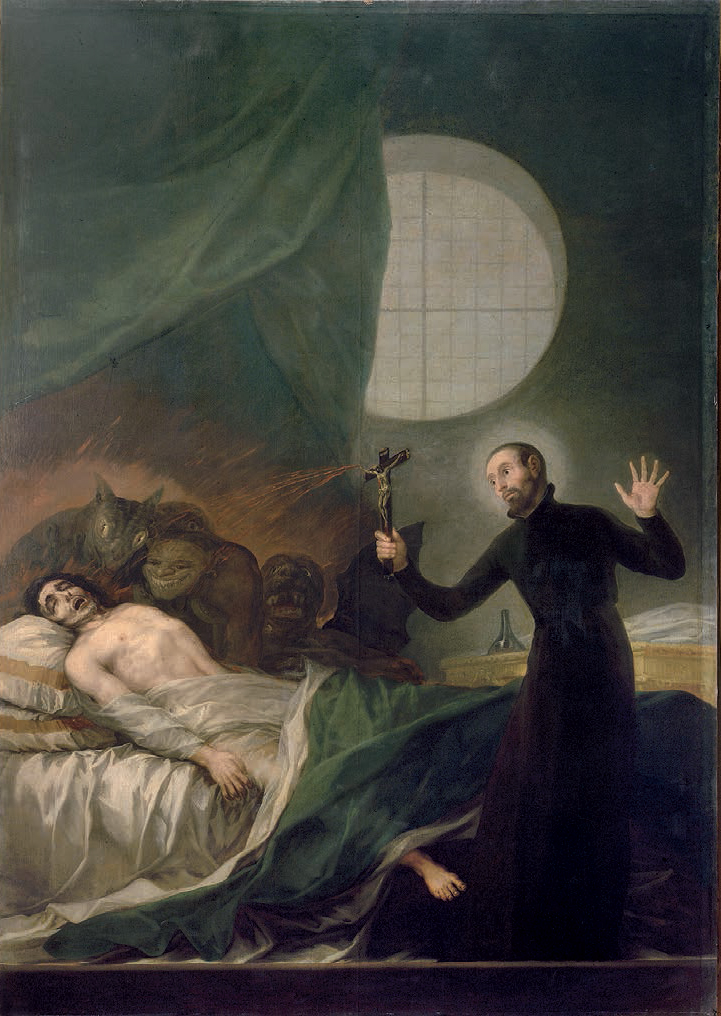
Pintura en la Catedral de Valencia de Francisco Goya de San Francisco de Borja realizando un exorcismo.

La Iglesia católica autoriza el uso del exorcismo para aquellos que se cree que son víctimas de una posesión demoníaca. En el catolicismo romano, el exorcismo es un sacramental pero no un sacramento, a diferencia del bautismo o la confesión. A diferencia de un sacramento, la "integridad y eficacia del exorcismo no dependen... del uso rígido de una fórmula inmutable o de la secuencia ordenada de acciones prescritas. Su eficacia depende de dos elementos: la autorización de las autoridades eclesiásticas válidas y lícitas, y la fe del exorcista"  El Catecismo de la Iglesia Católica afirma: "Cuando la Iglesia pide pública y autoritariamente en nombre de Jesucristo que una persona u objeto sea protegido contra el poder del Maligno y retirado de su dominio, se llama exorcismo."
La Iglesia católica revisó el rito del exorcismo en enero de 1999, aunque se permite como opción el rito tradicional del exorcismo en latín. El ritual asume que las personas poseídas conservan su libre albedrío, aunque el demonio pueda tener control sobre su cuerpo físico, e implica oraciones, bendiciones e invocaciones con el uso del documento De los exorcismos y ciertas súplicas.
Los exorcismos solemnes, según el Código de Derecho Canónico de la Iglesia, sólo pueden ser ejercidos por un sacerdote ordenado (o prelado superior), con el permiso expreso del obispo local, y sólo después de un cuidadoso examen médico para excluir la posibilidad de enfermedad mental. La Enciclopedia Católica (1908) recomendaba: "La superstición no debe confundirse con la religión, por mucho que su historia esté entrelazada, ni la magia, por muy blanca que sea, con un rito religioso legítimo." Las cosas enumeradas en el Ritual romano como indicadores de una posible posesión demoníaca incluyen: hablar lenguas extranjeras o antiguas de las que el poseído no tiene conocimiento previo; habilidades y fuerza sobrenaturales; conocimiento de cosas ocultas o remotas que el poseído no tiene forma de conocer; aversión a todo lo sagrado; y profusa blasfemia y/o sacrilegio.
Las primeras directrices oficiales para el exorcismo se establecieron en 1614, mientras que  los  grimorios eran ampliamente conocidos y utilizados desde la Antigüedad. Estas directrices fueron revisadas posteriormente por el Vaticano en 1999, al aumentar la demanda de exorcismos. En el siglo XV, los  exorcistas católicos eran tanto sacerdotes como  laicos, ya que se consideraba que todo cristiano tenía el poder de mandar a los demonios y expulsarlos en nombre de Cristo. Estos exorcistas utilizaban en esta época la fórmula de la Orden de San Benito "Vade retro satana' ("Retrocede, Satanás") (esta oración está inscrita en la Medalla de San Benito sacramental). A finales de la década de 1960, los exorcismos católicos romanos rara vez se realizaban en Estados Unidos, pero a mediados de la década de 1970, el cine y la literatura populares reavivaron el interés por el ritual, y miles de personas afirmaron haber sufrido una posesión demoníaca. Sacerdotes inconformistas que pertenecían a grupos marginales aprovecharon el aumento de la demanda y realizaron exorcismos con poca o ninguna sanción oficial. Los exorcismos que realizaban eran, según Contemporary American Religion, "asuntos clandestinos y subterráneos, llevados a cabo sin la aprobación de la Iglesia católica y sin el riguroso examen psicológico que ésta exigía." En años posteriores, la Iglesia tomó medidas más agresivas en el frente de la expulsión de demonios. La práctica del exorcismo sin el consentimiento de la Iglesia católica es lo que llevó a enmendar las directrices oficiales de 1614. La enmienda estableció el procedimiento que deben seguir los miembros del clero y cada individuo que afirme estar afectado por una posesión demoníaca. Esto incluye la regla de que el individuo potencialmente poseído debe ser evaluado por un profesional médico antes de tomar cualquier otra medida. La razón principal de esta acción es eliminar cualquier sospecha de enfermedad mental, antes de que se den los siguientes pasos del procedimiento. Puesto que la posesión demoníaca, según las enseñanzas católicas romanas, es extremadamente rara, y los problemas de salud mental se confunden a menudo con la posesión demoníaca, el Vaticano exige que cada diócesis tenga un sacerdote especialmente formado que sea capaz de diagnosticar la posesión demoníaca y realizar exorcismos cuando sea necesario."

## Necesidad
.

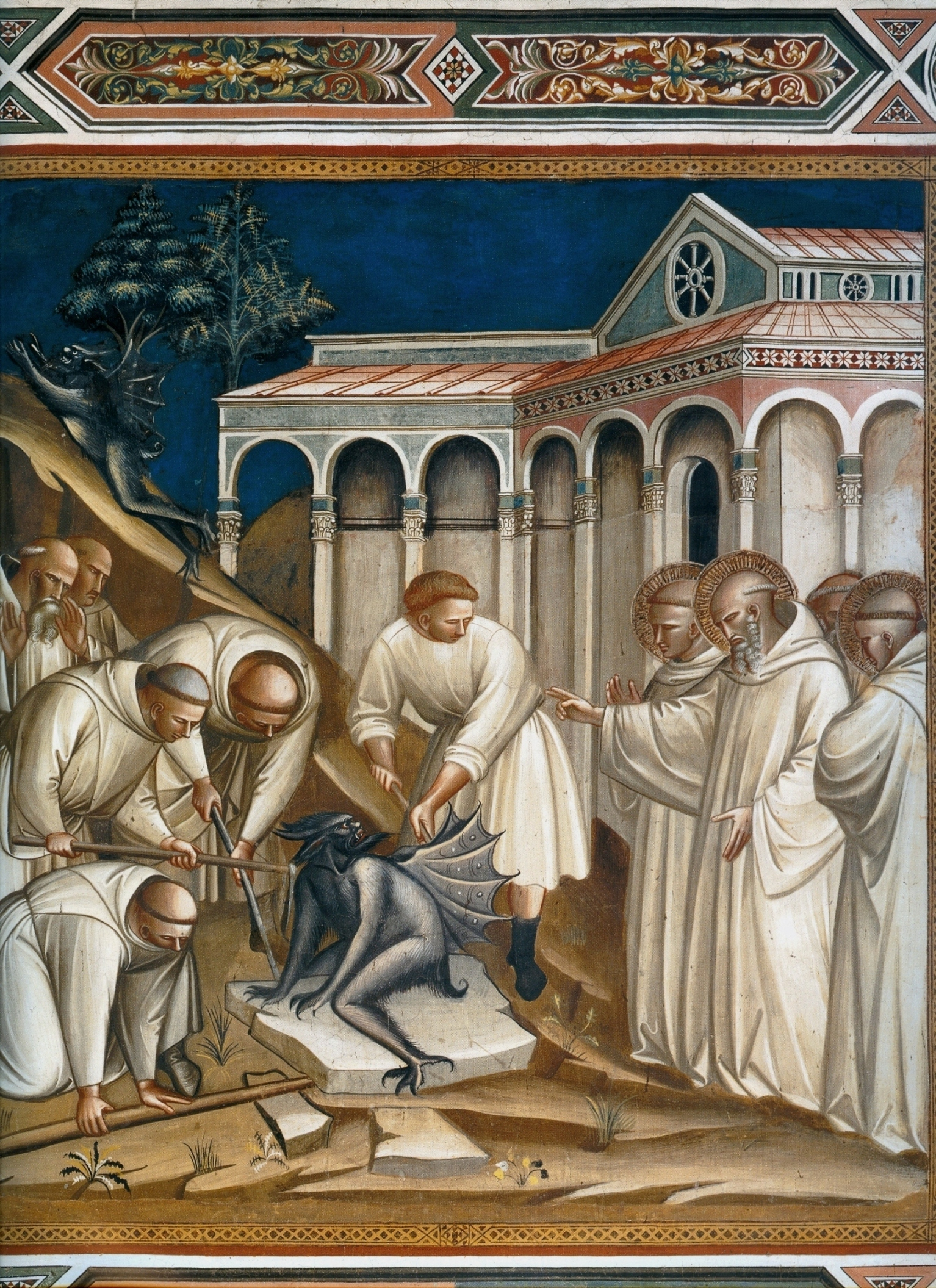
Exorcismo de San Benito por Spinello Aretino, 1387

Según las directrices de la Vaticano publicadas en 1999, "la persona que afirma estar poseída debe ser evaluada por médicos para descartar una enfermedad mental o física". La mayoría de los casos denunciados no requieren un exorcismo porque los funcionarios católicos del siglo XX consideran que la posesión demoníaca genuina es un fenómeno extremadamente raro que se confunde fácilmente con enfermedad mental. A medida que ha aumentado la demanda de exorcismos en las últimas décadas, también ha aumentado el número de exorcistas formados. En épocas anteriores, los exorcistas se mantenían bastante en el anonimato, y la realización de exorcismos permanecía en secreto. Algunos exorcistas atribuyen el aumento de la demanda de exorcismos al aumento de la drogadicción y la violencia, lo que lleva a sugerir que estas cosas podrían ir de la mano. Muchas veces una persona sólo necesita ayuda espiritual o médica, sobre todo si hay drogas u otras adicciones. El sacerdote especialmente formado y los profesionales médicos podrán trabajar juntos para tratar al paciente y determinar qué tipo de enfermedad padece. Una vez determinada la necesidad de la persona, se le prestará la ayuda adecuada. En el caso de la ayuda espiritual, se puede ofrecer oraciones, o se puede prescribir la imposición de manos o una sesión de asesoramiento. Se cree que determinados sacramentales, como el uso de un collar con una cruce o de sal bendita, ofrecen protección contra Satanás cuando se usan con fe. Ciertos teólogos han sostenido que el uso de un cubrecabeza por las mujeres cristianas confiere protección contra ángeles caídos, que enseñan se hace referencia en NRSV.

### Síntomas

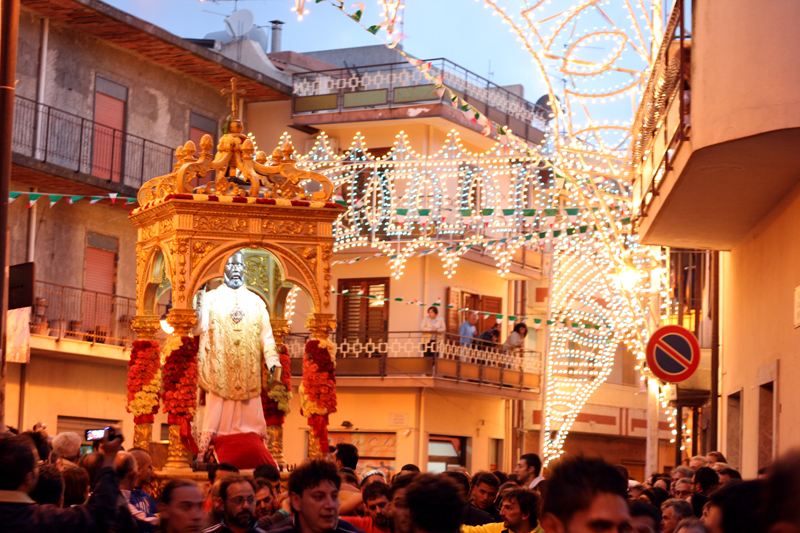
San Felipe de Agira con el Evangelio en la mano izquierda, símbolo de los exorcistas, en las celebraciones de mayo en su honor en Limina, Sicilia

Los signos de invasión demoníaca varían según el tipo de demonio y su propósito, entre ellos: 
- Utilizar idiomas desconocidos para la persona o personas de su entorno.
- Tener una fuerza extraordinaria o resistencia a la restricción física.
- Conocimiento de eventos o personas que la persona no podría haber conocido.
- Aversión a objetos o lugares sagrados, como el agua bendita o las iglesias.
- Autolesiones y comportamientos violentos o agresivos.
- Enfermedades o afecciones que no pueden diagnosticarse ni tratarse médicamente.
- Tener alucinaciones o escuchar voces.
- Un cambio brusco de comportamiento o personalidad.
- Sequedad espiritual repentina.

## Proceso del exorcismo
En el proceso de un exorcismo, la persona poseída puede ser sujetada para que no se haga daño a sí misma ni a ninguna otra persona presente. A continuación, el exorcista reza y ordena a los demonios que se retiren. El sacerdote católico recita ciertas oraciones: el  Padre Nuestro, el Ave María y el Credo de Atanasio. Los exorcistas utilizan una cruz y agua bendita y siguen los procedimientos enumerados en el Ritual Romano del exorcismo revisado por el Vaticano en 1999. Los exorcistas experimentados utilizan el Rituale Romanum como punto de partida, no siempre siguiendo exactamente la fórmula prescrita. La práctica oficial del exorcismo se rige por el documento vaticano De Exorcismis et Supplicationibus Quibusdam. El Vaticano ofrece un curso sobre exorcismo, que en 2019 se abrió por primera vez a miembros de otras confesiones cristianas. El curso se llama "Exorcismo y Oración de Liberación" y es ofrecido por el Instituto Sacerdos en el Ateneo Pontificio Regina Apostolorum. The Gale Encyclopedia of the Unusual and Unexplained describe que un exorcismo era una confrontación y no simplemente una oración y una vez que ha comenzado tiene que terminar sin importar el tiempo que tome. Si el exorcista detiene el rito, entonces el demonio le perseguirá y por eso es tan esencial que el proceso termine.  Una vez finalizado el exorcismo la persona poseída siente una "especie de liberación de culpa y se siente renacer y liberarse del pecado. " No todos los exorcismos tienen éxito la primera vez; pueden pasar días, semanas o incluso meses y años de constantes oraciones y exorcismos.

## Literatura
Sobre este tema, existe el libro del periodista Matt Baglio titulado El rito: The Making of a Modern Exorcist, editado por primera vez en 2009 y luego en 2010, que inspiró la película de 2011 El rito y que menciona al psiquiatra Dr. Richard E. Gallagher, quien también ha escrito un libro sobre el tema, publicado en 2020 por HarperCollins, titulado Demonic Foes, A Psychiatrist Investigates Demonic Possession in the Modern United States.
Un exorcista cuenta su historia (publicado el 1 de marzo de 1999), Un exorcista: Más historias (publicado el 1 de febrero de 2002), Unexorcista explica lo demoníaco: Las payasadas de Satanás y su ejército de ángeles caídos (publicado el 20 de octubre de 2016), Padre Amorth: Mi batalla contra Satanás (publicado el 15 de noviembre de 2018) y El diablo me teme: vida y obra del exorcista más popular del mundo (publicado el 19 de enero de 2020) fueron algunos de los libros escritos por Padre Gabriel Amorth, exorcista jefe del Vaticano desde 1986 hasta su muerte en 2016 (a los 91 años) en los que describe sus experiencias como exorcista.

## Ejemplos notables
- Un libro escrito por el padre Gabriel Amorth, exorcista jefe del Vaticano desde 1986 hasta su muerte en 2016 (a los 91 años), describe sus experiencias como exorcista. La película El exorcista del Papa se inspiró en las obras de Amorth.[31]
- 1928 - Emma Schmidt (seudónimo Anna Ecklund) se sometió a un exorcismo de 14 días en Earling, Iowa, realizado por un sacerdote católico. Se trata del caso de supuesta posesión demoníaca mejor documentado de la historia y una pequeña inspiración para El exorcista. El sacerdote que dirigió este exorcismo fue Fr. Theophilus Riesinger.
- 1949 -  Roland Doe fue supuestamente poseído y sometido a un exorcismo. Los hechos inspiraron más tarde la novela y la película  El exorcista.
- 1975-1976 - Anneliese Michel fue una mujer alemana que sufrió 67 exorcismos, que inspiraron las películas El exorcismo de Emily Rose y Requiem. En una conferencia celebrada varios años después, los obispos alemanes se retractaron de la afirmación de que había estado poseída.[32]